# Veliko Brdo (Chorwacja)
Veliko Brdo – wieś w Chorwacji, w żupanii splicko-dalmatyńskiej, w mieście Makarska. W 2011 roku liczyła 408 mieszkańców.